# Batalha do Aoo (198 a.C.)
A Batalha do Aoo (em latim: Aous) foi travada em 198 a.C. entre as forças da República Romana, comandadas por Tito Quíncio Flaminino, e as do Reino da Macedônia, comandadas pelo rei antigônida Filipe V.

## Batalha
Filipe V ocupava uma sólida posição defensiva num vau do rio Aoo para bloquear o avanço romano até a Macedônia. Porém, os romanos foram ajudados por um guia local, que conduziu 4 300 legionários até a retaguarda da posição macedônica. Sob ameaça de ficar preso no desfiladeiro, Filipe V conseguiu recuar somente às custas de cerca de 2 000 homens e toda a sua caravana de bagagem. Os romanos tiveram o caminho livre para invadir a Tessália.